# Carrazeda de Ansiães
Carrazeda de Ansiães és un municipi portuguès, situat al districte de Bragança, a la regió del Nord i a la Subregió del Douro. L'any 2001 tenia 7.642 habitants. Es divideix en 19 freguesies. Limita al nord amb Murça i Mirandela, al nord-est amb Vila Flor, a l'est amb Torre de Moncorvo, al sud amb Vila Nova de Foz Côa, al sud-oest amb São João da Pesqueira i a l'oest amb Alijó.
El concelho va obtenir un fur el 1075, i el seu estatut de vila fou confirmat per un permís de Joan V del 6 d'abril de 1734.
| Població del concelho de Carrazeda de Ansiães (1801 – 2004) | Població del concelho de Carrazeda de Ansiães (1801 – 2004) | Població del concelho de Carrazeda de Ansiães (1801 – 2004) | Població del concelho de Carrazeda de Ansiães (1801 – 2004) | Població del concelho de Carrazeda de Ansiães (1801 – 2004) | Població del concelho de Carrazeda de Ansiães (1801 – 2004) | Població del concelho de Carrazeda de Ansiães (1801 – 2004) | Població del concelho de Carrazeda de Ansiães (1801 – 2004) | Població del concelho de Carrazeda de Ansiães (1801 – 2004) |
| ----------------------------------------------------------- | ----------------------------------------------------------- | ----------------------------------------------------------- | ----------------------------------------------------------- | ----------------------------------------------------------- | ----------------------------------------------------------- | ----------------------------------------------------------- | ----------------------------------------------------------- | ----------------------------------------------------------- |
| 1801                                                        | 1849                                                        | 1900                                                        | 1930                                                        | 1960                                                        | 1981                                                        | 1991                                                        | 2001                                                        | 2004                                                        |
| 6330                                                        | 7706                                                        | 13605                                                       | 13559                                                       | 14340                                                       | 11420                                                       | 9235                                                        | 7642                                                        | 7220                                                        |

## Freguesies
- Amedo
- Beira Grande
- Belver
- Carrazeda de Ansiães
- Castanheiro
- Fonte Longa
- Lavandeira
- Linhares
- Marzagão
- Mogo de Malta
- Parambos
- Pereiros
- Pinhal do Norte
- Pombal
- Ribalonga
- Seixo de Ansiães
- Selores
- Vilarinho da Castanheira
- Zedes